# やとな
やとな（ヤトナ、雇女、雇仲居とも）は、明治末期に京阪地方に現れた臨時雇いの仲居のことで、料理屋・待合・宿屋などに雇われて客の相手をし、しばしば売春もした。配膳・跡片づけから、安い花代で酒席の接客もすることから重宝され、数年後には東京にも広まり、第1次世界大戦後に最盛期となった。派生語に「やとな芸者」（日雇い芸者）、「やとな倶楽部」（やとなを派遣する会）などがある。女性の雇われ人（従業員）を単に意味する一般用語の「雇女」とは異なる。

## 概要
もとは大阪で始まり、のちに京都に広まり、その後東京にも広まったが、東京では関東大震災の3年ほど前には消滅し、もっぱら上方に見られる名物であった。客の求めに応じてどこへでも出向き、芸妓の役目と娼妓の役目を併せ持ち、京都では「やとな倶楽部」なりの組織に属し、大阪では元締めの女性が仕切っていた。芸娼妓と違って前借金や年期がない分自由であり、花代の取り分も半分を倶楽部と料理屋に払い、残りは自分の収入にできた。宴席での接客だけでなく、家事手伝いから結婚式の媒酌人の真似事などまで、頼まれれば何でもした。
1916年には「雇仲居、雇仲居置屋營業取締規則」が制定され、営業には警察署への出願が必要となった。
1940年時点で登録のあった京都のやとな倶楽部は33軒あった。
織田作之助の小説『夫婦善哉』（1940年）では、食い詰めるたびにヤトナで稼いで夫を助ける元芸者が主人公で、「ヤトナというのはいわば臨時雇で宴会や婚礼に出張する有芸仲居のことで、芸者の花代よりは随分安上りだから、けちくさい宴会からの需要が多く（略）」とヤトナの姿を描いている。また、織田は『それでも私は行く』（1946年）では、ヤトナとなった主人公が客との泊まりを求められ、「お酌だけをすればいいときいて、木屋町のヤトナ倶楽部にはいったのだが、京都のヤトナは大阪のヤトナと違い、お酌だけでは済まない（略）そして、たいていの妓が殆んど例外なしといってもいいくらい、そんな客を取っているのである。無論、遊廓のように強制的ではない。客を取る取らないは、女の自由意志にあるのだが（略）」と書いている。

## 事件
- 1921年の新聞に、関西ではやとなも芸妓同様遊興税の対象となっていたが、遊興のためでなく単に人手不足の助けにやとなを雇った場合も課税されるのは不合理であると騒がれた[14]。
- 1925年、映画監督の溝口健二が『赫い夕陽に照らされて』の撮影を始めて3日目に深草練兵場ロケの帰りに、情痴のもつれから京都木屋町のやとなの女性に背中を切られて入院、映画は三枝源次郎が引き継いで監督し、溝口は謹慎処分となった[15]。証言した中野英治はやとなのことを売笑婦、派出婦と説明している[15]。
- 1934年、神戸市の湊川新開地で、菊水やとな倶楽部に所属する22歳のやとなが客と宿泊した旅館で絞殺された[16]。犯人は前科のある印刷工で、被害者を殺害して所持金を奪って逃走、逮捕後、死刑判決を受けた[16]。